# Elektronska plesna glasba
Elektronska plesna glasba, skrajšano EPG (v angleščini EDM – electronic dance music), je elektronska glasba, namenjena okolju, ki daje plesu pomembno vlogo.